# Chi Cá chát
Chi Cá chát (tên khoa học Acrossocheilus) là một chi cá nước ngọt thuộc phân họ Cá bỗng (Barbinae), họ Cyprinidae (họ Cá chép).

## Hình thái học
Chiều dài thân tối đa của các loài khoảng từ 8 cm đến 20 cm. Hầu hết các loài trong chi này có ở Đông Nam Á (đặc biệt là Việt Nam) và Trung Quốc.

## Các loài[1]
- Acrossocheilus aluoiensis - Nguyen, 1997 - cá sao A Lưới
- Acrossocheilus baolacensis - Nguyen, 2001
- Acrossocheilus beijiangensis - Wu & Lin, 1977
- Acrossocheilus clivosius - Lin, 1935 - cá chát vạch
- Acrossocheilus fasciatus - Steindachner, 1892
- Acrossocheilus formosanus - Regan, 1908
- Acrossocheilus hemispinus - Nichols, 1925
- Acrossocheilus iridescens - Nichols & Pope, 1927 - cá chát hoa
- Acrossocheilus jishouensis - Zhao, Chen & Li, 1997
- Acrossocheilus kreyenbergii - Regan, 1908
- Acrossocheilus labiatus - Regan, 1908
- Acrossocheilus lamus - Mai, 1978 - cá chát sông Lam
- Acrossocheilus longipinnis - Wu, 1939
- Acrossocheilus macrophthalmus - Nguyen, 2001
- Acrossocheilus malacopterus - Zhang, 2005
- Acrossocheilus monticola - Günther, 1888
- Acrossocheilus paradoxus - Günther, 1868
- Acrossocheilus parallens - Nichols, 1931
- Acrossocheilus rendahli - Lin, 1931
- Acrossocheilus spinifer - Yuan, Wu & Zhang, 2006
- Acrossocheilus stenotaeniatus - Chu & Cui, 1989
- Acrossocheilus wenchowensis - Wang, 1935
- Acrossocheilus xamensis - Kottelat, 2000
- Acrossocheilus yalyensis - Nguyen, 2001
- Acrossocheilus yunnanensis - Regan, 1904 - cá chát Vân Nam